# Anna Bidwell

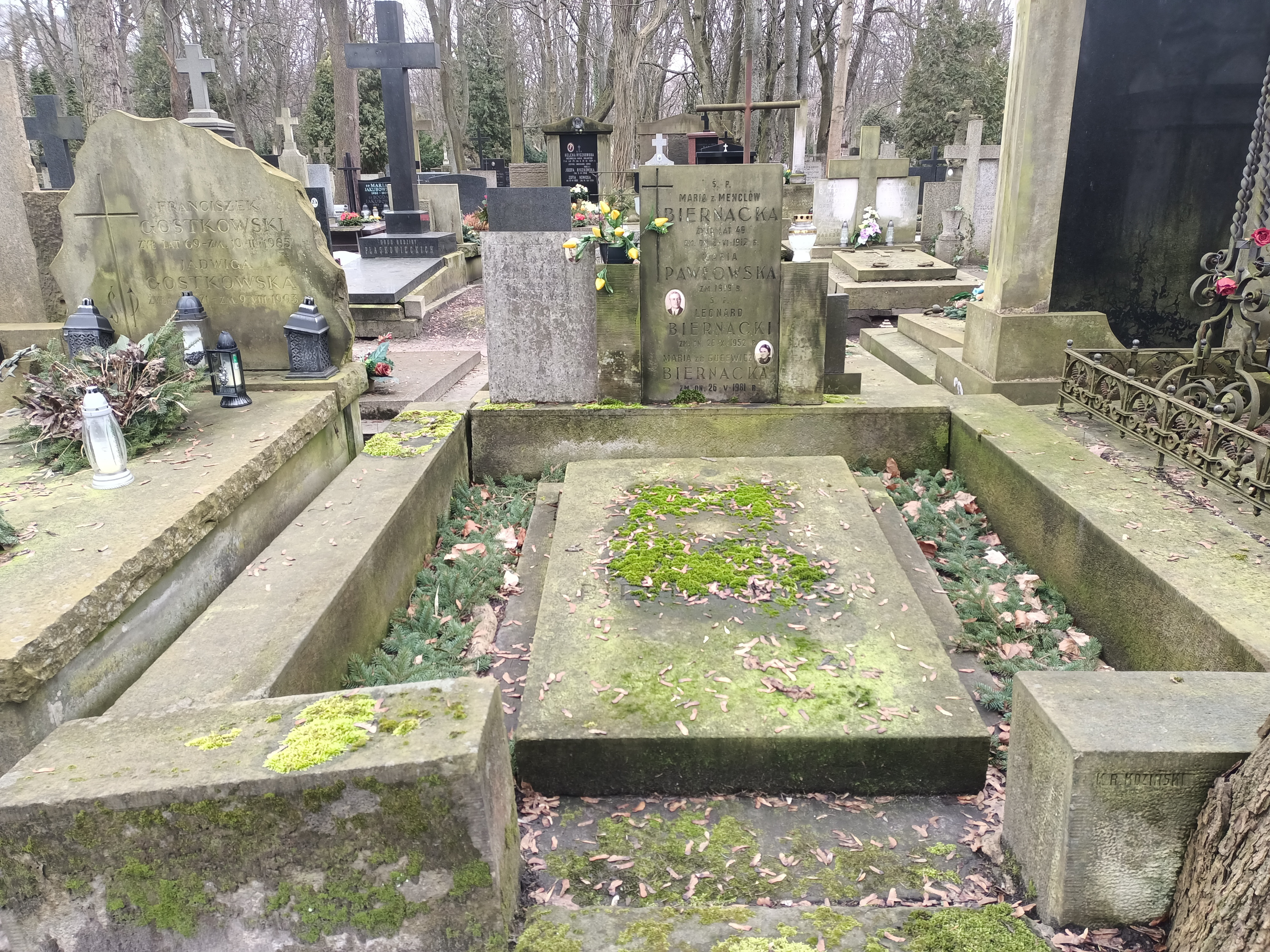
Grób Anny Bidwell na Cmentarzu Powązkowskim

Anna Krystyna Bidwell (z domu Wirszyłło, ur. 10 września 1918 w Irmino, zm. 1 marca 1993 w Warszawie) – polska tłumaczka, dziennikarka.
Ukończyła studia dziennikarskie Wyższej Szkoły Handlowej w Poznaniu. Po zakończeniu II wojny światowej była redaktorem Polskiej Agencji Prasowej, m.in. w Jugosławii.
Była żoną George’a Bidwella, angielskiego pisarza, mieszkającego w Polsce. Tłumaczyła jego książki z języka angielskiego. Mieli dwoje dzieci. Ich córka, Anna Sybilla Bidwell, jest naukowcem, zajmuje się historią nowożytną, historią Unii Europejskiej i Wielkiej Brytanii.
Była ponadto tłumaczką książek m.in. Henry’ego Fieldinga.
Pochowana na cmentarzu Powązkowskim w Warszawie (kwatera 98-6-10/11).

## Twórczość
- Admirał i kochanek [biografia Horatio Nelsona] (wespół z George Bidwellem, Śląsk 1989, ISBN 83-216-0764-0, ISBN 83-216-0923-6 [opr. biblioteczna])

## Tłumaczenia
- Henry Fielding, Historia życia Toma Jones, czyli Dzieje podrzutka (wiersze przeł. i posł. opatrzył Włodzimierz Lewik; wyd. 3: Państwowy Instytut Wydawniczy 1977).
- Henry Fielding, Historia życia Toma Jonesa T. 1-2 (Wydawnictwo Łódzkie 1985, ISBN 83-218-0457-8)

### Ponadto
- książki George’a Bidwella.